# Sanremo-Festival 2002
Die 52. Ausgabe des Festival della Canzone Italiana di Sanremo fand 2002 vom 5. bis zum 9. März im Teatro Ariston in Sanremo statt und wurde von Pippo Baudo mit Manuela Arcuri und Vittoria Belvedere moderiert.

## Ablauf

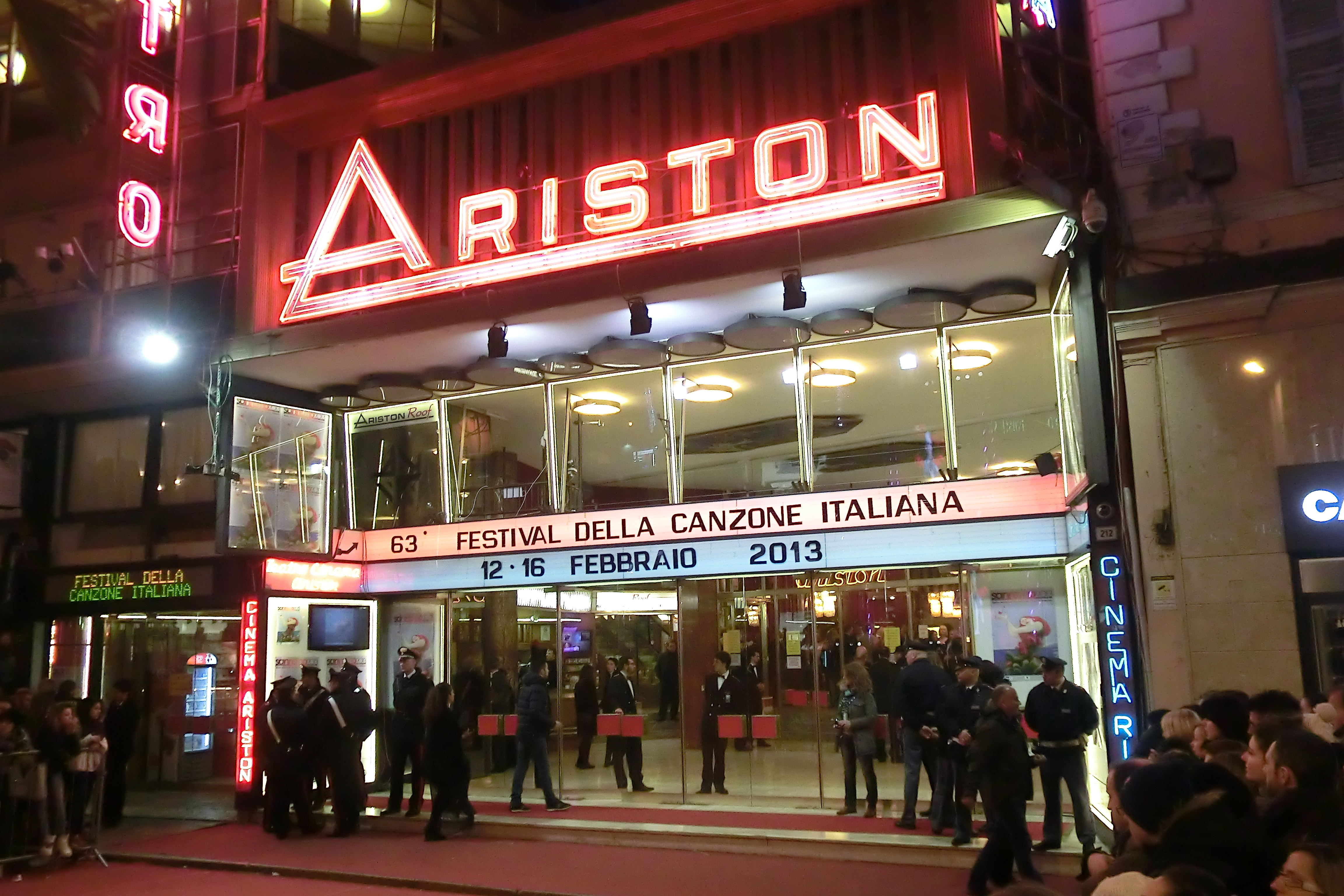
Das Ariston-Theater, Veranstaltungsort des Sanremo-Festivals

2002 kehrte Pippo Baudo zum Festival zurück und übernahm nicht nur die Moderation, sondern wie gewohnt auch die komplette künstlerische Leitung. An seiner Seite moderierten Manuela Arcuri und Vittoria Belvedere. Die neuen Regeln sahen vor, dass nur zehn der 16 Teilnehmer der Newcomer-Kategorie ins „kleine Finale“ gelangten; die 20 Teilnehmer der Hauptkategorie konnten wie bisher alle ins Finale einziehen. Die Expertenjury wurde zwar beibehalten, allerdings hatte sie nur noch Einfluss auf die Wertung der Newcomer. Sie bestand in diesem Jahr aus Claudio Cecchetto, Enrico Vanzina, Chiara Tortorella, Victoria Cabello und Daniele Bossari.
Im Teilnehmerfeld überwogen altbekannte Namen wie Michele Zarrillo, Fiordaliso, Fausto Leali, Patty Pravo, Loredana Bertè oder Matia Bazar. Erstmals nahm mit der Girlgroup Lollipop ein Castingshow-Abgänger von Mediaset am Festival teil. Bei den Newcomern fiel die Teilnahme zweier Söhne bekannter Väter auf: Marco Morandi (Gianni Morandi) und Giacomo Celentano (Adriano Celentano). Unter den Gästen waren in diesem Jahr Fiorello, Kylie Minogue, Alanis Morissette, Anastacia, Michael Bolton, Shakira, Roberto Benigni, Destiny’s Child, Alicia Keys, Britney Spears und die Cranberries.
Die 15-jährige Anna Tatangelo konnte mit Doppiamente fragile in der Newcomer-Kategorie gewinnen, mit nur knappem Vorsprung vor Valentina Giovagnini (Il passo silenzioso della neve), der Favoritin der Expertenjury. Der Kritikerpreis ging hingegen an Archinuè mit La marcia dei santi. Im Finale gewann Matia Bazar mit Messaggio d’amore vor Alexia (Dimmi come…) und Gino Paoli (Un altro amore); den Kritikerpreis konnte sich Daniele Silvestri mit Salirò sichern. Die genuesische Band hatte das Festival bereits 1978 einmal gewonnen.

## Teilnehmende Beiträge

### Campioni
- Sieger

| Platzierung | Interpret                    | Lied                     | Autoren                                                  | Stimmen |
| ----------- | ---------------------------- | ------------------------ | -------------------------------------------------------- | ------- |
| 1           | Matia Bazar                  | Messaggio d’amore        | Giancarlo Golzi, Piero Cassano                           | 17.449  |
| 2           | Alexia                       | Dimmi come…              | Alexia, Massimo Marcolini                                | 16.973  |
| 3           | Gino Paoli                   | Un altro amore           | Gino Paoli                                               | 16.507  |
| 4           | Fausto Leali und Luisa Corna | Ora che ho bisogno di te | Fabrizio Berlincioni, Fausto Leali, Vladi Tosetto        | 16.311  |
| 5           | Enrico Ruggeri               | Primavera a Sarajevo     | Enrico Ruggeri, Andrea Mirò                              | 15.857  |
| 6           | Mariella Nava                | Il cuore mio             | Mariella Nava                                            | 15.390  |
| 7           | Filippa Giordano             | Amarti sì                | Lucio Quarantotto, Alessandro Napoletano                 | 15.257  |
| 8           | Francesco Renga              | Tracce di te             | Francesco Renga                                          | 14.888  |
| 9           | Fiordaliso                   | Accidenti a te           | Giancarlo Bigazzi, Marco Falagiani                       | 14.717  |
| 10          | Gazosa                       | Ogni giorno di più       | Maria Grazia Zenîma Granieri, Rocco Siani, Sandro Sichel | 14.538  |
| 11          | Michele Zarrillo             | Gli angeli               | Vincenzo Incenzo, Michele Zarrillo, Romolo Amici         | 14.405  |
| 12          | Gianluca Grignani            | Lacrime dalla Luna       | Gianluca Grignani                                        | 13.854  |
| 13          | Alessandro Safina            | Del perduto amore        | Guido Morra, Maurizio Fabrizio                           | 13.129  |
| 14          | Daniele Silvestri            | Salirò                   | Daniele Silvestri                                        | 13.016  |
| 15          | Nino D’Angelo                | Marì                     | Nino D’Angelo, Nuccio Tortora, Philip Leon               | 12.871  |
| 16          | Patty Pravo                  | L’immenso                | Fabrizio Carraresi, Lara Tempestini, Roberto Pacco       | 11.710  |
| 17          | Loredana Bertè               | Dimmi che mi ami         | Domenico Latino, Nuccio Tortora, Philip Leon             | 10.897  |
| 18          | Mino Reitano                 | La mia canzone           | Pasquale Panella, Alterisio Paoletti, Mino Reitano       | 10.833  |
| 19          | Lollipop                     | Batte forte              | Luigi Rana, Vanni Giorgilli, Tony Blescia                | 10.748  |
| 20          | Timoria                      | Casa mia                 | Omar Pedrini                                             | 10.668  |

### Giovani
- Sieger
- In der Vorrunde ausgeschieden

| Platzierung       | Interpret                  | Lied                                                             | Autoren                                                                                           | Stimmen |
| ----------------- | -------------------------- | ---------------------------------------------------------------- | ------------------------------------------------------------------------------------------------- | ------- |
| 1                 | Anna Tatangelo             | Doppiamente fragili                                              | Marco Del Freo, David Marchetti                                                                   | 7.654   |
| 2                 | Valentina Giovagnini       | Il passo silenzioso della neve                                   | Vincenzo Incenzo, Davide Pinelli                                                                  | 7.633   |
| 3                 | Simone Patrizi             | Se poi mi chiami                                                 | Francesco Fiumara                                                                                 | 7.020   |
| 4                 | Gianni Fiorellino          | Ricomincerei                                                     | Antonio Casaburi, Gianni Fiorellino                                                               | 6.680   |
| 5                 | Archinuè                   | La marcia dei santi                                              | Francesco Sciacca                                                                                 | 6.643   |
| 6                 | 78 Bit                     | Fotografia                                                       | Massimo Monticelli, Geo Novi, Franco Serafini, Stefano Dionigi, Massimiliano Pasini, Mario Pilato | 6.110   |
| 7                 | Marco Morandi              | Che ne so                                                        | Marco Morandi, Franco Godi                                                                        | 6.076   |
| 8                 | Botero                     | Siamo treni                                                      | Luigi Santoro, Francesco Riccardi                                                                 | 6.025   |
| 9                 | Andrea Febo                | All’infinito                                                     | Alessandra Carnevali, Andrea Febo, Stefano Profeta                                                | 5.757   |
| 10                | Daniele Vit                | Non finirà                                                       | Daniele De Vitis, Lello Panico                                                                    | 5.741   |
|                   | Plastico                   | Fruscio                                                          | Diana Tejera, Stefano Galafate Orlandi                                                            |         |
| La Sintesi        | Ho mangiato la mia ragazza | Raffaele Battista                                                |                                                                                                   |         |
| Giuliodorme       | Odore                      | Andrea Moscianese, Daniele Silvestri                             |                                                                                                   |         |
| Offside           | Quando una ragazza c’è     | Antonello De Sanctis, Francesco Arpino                           |                                                                                                   |         |
| Dual Gang         | Sarà la primavera          | Gino Magurno, Silvio Magurno, Paolo Bianco                       |                                                                                                   |         |
| Giacomo Celentano | You and Me                 | Mario Ferrara, Michele Galasso, F. L. Garilli, Giacomo Celentano |                                                                                                   |         |

## Erfolge
Im Anschluss an das Festival stiegen 15 Beiträge in die italienischen Singlecharts ein, darunter die zwei Bestplatzierten aus der Newcomer-Kategorie. Am erfolgreichsten waren Alexias Dimmi come… und Daniele Silvestris Salirò, kein Lied erreichte allerdings die Chartspitze.
Batte forte von Lollipop, Platz 19 im Festival und Platz neun in den Charts, gewann 2019 durch einen Dance-Mashup mit Gangnam Style über das soziale Netzwerk TikTok Popularität in China und weiteren asiatischen Ländern und war dort Namensgeber der Batte Forte Dance Challenge.

| Jahr | Titel Interpret                                       | Höchstplatzierung, Gesamtwochen, AuszeichnungChartsChartplatzierungen (Jahr, Titel, Interpret, Platzierungen, Wochen, Auszeichnungen, Anmerkungen) | Anmerkungen        |
| Jahr | Titel Interpret                                       | IT | Anmerkungen        |
| ---- | ----------------------------------------------------- | --- | ------------------ |
| 2002 | Dimmi come… Alexia                                    | IT4 (18 Wo.)IT | Platz 2            |
| 2002 | Salirò Daniele Silvestri                              | IT5 (29 Wo.)IT | Platz 14           |
| 2002 | Dimmi che mi ami Loredana Bertè                       | IT7 (6 Wo.)IT | Platz 17           |
| 2002 | Batte forte Lollipop                                  | IT9 (10 Wo.)IT | Platz 19           |
| 2002 | Ogni giorno di più Gazosa                             | IT13 (11 Wo.)IT | Platz 10           |
| 2002 | Il passo silenzioso della neve Valentina Giovagnini   | IT14 (12 Wo.)IT | Platz 2 (Newcomer) |
| 2002 | Lacrime dalla Luna Gianluca Grignani                  | IT14 (10 Wo.)IT | Platz 12           |
| 2002 | Doppiamente fragili Anna Tatangelo                    | IT14 (8 Wo.)IT | Platz 1 (Newcomer) |
| 2002 | Primavera a Sarajevo Enrico Ruggeri                   | IT15 (8 Wo.)IT | Platz 5            |
| 2002 | Messaggio d’amore Matia Bazar                         | IT16 (7 Wo.)IT | Platz 1            |
| 2002 | Tracce di te Francesco Renga                          | IT17 (10 Wo.)IT | Platz 8            |
| 2002 | L’immenso Patty Pravo                                 | IT25 (3 Wo.)IT | Platz 16           |
| 2002 | Casa mia Timoria                                      | IT28 (2 Wo.)IT | Platz 20           |
| 2002 | Amarti sì Filippa Giordano                            | IT30 (3 Wo.)IT | Platz 7            |
| 2002 | Ora che ho bisogno di te Fausto Leali und Luisa Corna | IT34 (2 Wo.)IT | Platz 4            |

## Belege
1. ↑  Come le Lollipop sono diventate le regine di TikTok in Cina. In: Mediaset Play. RTI, 30. Januar 2020, abgerufen am 29. März 2020 (italienisch).
2. ↑  Guido Racca & Chartitalia: Top 100 FIMI Singoli. Lulu, 2013.